# Trimethylolpropantriacrylat
Trimethylolpropantriacrylat ist eine chemische Verbindung aus der Gruppe der Carbonsäureester.

## Gewinnung und Darstellung
Trimethylolpropantriacrylat kann durch Veresterung von Trimethylolpropan hergestellt werden. Acrylsäure ist eine bekannte Verunreinigung im technischen Produkt.

## Eigenschaften
Trimethylolpropantriacrylat ist eine wenig flüchtige, sehr schwer entzündbare, farblose Flüssigkeit, die schwer löslich in Wasser ist. Sie kann polymerisieren weswegen das technische Produkt Hydrochinonmonomethylether als Inhibitor versetzt wird.

## Verwendung
Trimethylolpropantriacrylat ist ein trifunktionelles Acrylat-Monomer, das als Reaktivverdünner bei der radikalischen Strahlenhärtung und Quervernetzer in UV-härtbaren Lacken und Kunststoffen, z. B. für Druckplatten oder Kunststoffbeschichtungen, und zur Herstellung polyfunktioneller Aziridin-Härter verwendet wird.

## Sicherheitshinweise / Risikobewertung
Bei Trimethylolpropantriacrylat wurde eine sensibilisierende Wirkung beim Menschen durch mehrere Fälle einer zum Teil beruflich bedingten Kontaktdermatitis nachgewiesen.
Trimethylolpropantriacrylat wurde 2014 von der EU gemäß der Verordnung (EG) Nr. 1907/2006 (REACH) im Rahmen der Stoffbewertung in den fortlaufenden Aktionsplan der Gemeinschaft (CoRAP) aufgenommen. Hierbei werden die Auswirkungen des Stoffs auf die menschliche Gesundheit bzw. die Umwelt neu bewertet und ggf. Folgemaßnahmen eingeleitet. Ursächlich für die Aufnahme von Trimethylolpropantriacrylat waren die Besorgnisse bezüglich Exposition von Arbeitnehmern, hohes Risikoverhältnis (Risk Characterisation Ratio, RCR) und weit verbreiteter Verwendung sowie der vermuteten Gefahren durch sensibilisierende Eigenschaften. Die Neubewertung fand ab 2014 statt und wurde von Frankreich durchgeführt. Anschließend wurde ein Abschlussbericht veröffentlicht.